# AGESA
L'AMD Generic Encapsulated Software Architecture (AGESA) est un protocole d'amorçage (bootstrap) qui initialise les périphériques système d'une carte mère d'architecture AMD64. Le logiciel AGESA du BIOS de ce type de cartes mères prend en charge l'initialisation des cœurs (core) du processeur, de la mémoire et du contrôleur de bus à haute vitesse HyperTransport.
La documentation sur le protocole AGESA est, jusqu'au début des années 2011 confidentielle grâce à l'engagement de confidentialité des partenaires d'AMD de qui la firme exige un accord de non-divulgation (NDA). Après cette date, AMD désirant qu'AGESA soit intégré au BIOS universel coreboot, met AGESA en open source. Le micro-code AGESA a un impact notoire sur les performances de la carte mère et ses versions successives permettent des améliorations sensibles.

## Versions AGESA
Les modifications du micro-code AGESA sont intégrées dans les mises à jour des BIOS des cartes mères.
| Nom        | Microarchitecture | Version         | Remarques                                                                                     | Date           |
| ---------- | ----------------- | --------------- | --------------------------------------------------------------------------------------------- | -------------- |
| ComboAM5PI | Zen 4             | 1.0.0.7c        | Correction d'un problème de démarrage avec les modules de mémoire DDR5 de certains fabricants | Août 2023      |
| ComboAM5PI | Zen 4             | 1.0.0.7         | Limitation de la tension du cœur à 1,3 volt                                                   | Mai 2023       |
| ComboAM5PI | Zen 4             | 1.0.0.6         | Corrections d'erreurs                                                                         | Avril 2023     |
| ComboAM5PI | Zen 4             | 1.0.0.5 Patch C | Support pour Ryzen 7000X3D                                                                    | Mars 2023      |
| ComboAM5PI | Zen 4             | 1.0.0.4         | Support pour Ryzen 7000 avec 65 Watts                                                         | Janvier 2023   |
| ComboAM5PI | Zen 4             | 1.0.0.3 Patch A |                                                                                               | Septembre 2022 |
| ComboAM5PI | Zen 4             | 1.0.0.3         |                                                                                               | Septembre 2022 |
| ComboAM5PI | Zen 4             | 1.0.0.2         |                                                                                               | Septembre 2022 |
| ComboAM5PI | Zen 4             | 1.0.0.1 Patch H |                                                                                               | Septembre 2022 |
| ComboAM5PI | Zen 4             | 1.0.0.1 Patch D |                                                                                               | Septembre 2022 |
| ComboAM5PI | Zen 4             | 1.0.0.1 Patch ? |                                                                                               | Septembre 2022 |

| Nom            | Microarchitecture          | Version     | Remarques | Date           |
| -------------- | -------------------------- | ----------- | --- | -------------- |
| Combo-AM4v2    | Zen 3 Zen 2 Zen+ Zen       |             | |                |
| Combo-AM4v2    | Zen 3 Zen 2 Zen+ Zen       | 1.2.0.Cb    | Comble des failles de sécurité                                                                               | Août 2024      |
| Combo-AM4v2    | Zen 3 Zen 2 Zen+ Zen       | 1.2.0.Ca    | Comble des failles de sécurité pour Ryzen 4000G « Renoir »                                                   | Avril 2024     |
| Combo-AM4v2    | Zen 3 Zen 2 Zen+ Zen       | 1.2.0.C     | Comble des failles de sécurité (Zenbleed)                                                                    | Mars 2024      |
| Combo-AM4v2    | Zen 3 Zen 2 Zen+ Zen       | 1.2.0.B     | Comble des failles de sécurité (inception)                                                                   | Septembre 2023 |
| Combo-AM4v2    | Zen 3 Zen 2 Zen+ Zen       | 1.2.0.A     | Comble des failles de sécurité                                                                               | Avril 2023     |
| Combo-AM4v2    | Zen 3 Zen 2 Zen+ Zen       | 1.2.0.8     | Comble des failles de sécurité pour Ryzen 5000 « Cézanne »                                                   | Janvier 2023   |
| Combo-AM4v2    | Zen 3 Zen 2 Zen+ Zen       | 1.2.0.7     | Support pour Ryzen 5000 « Cézanne » avec chipset de la série 300                                             | Avril 2022     |
| Combo-AM4v2    | Zen 3 Zen 2 Zen+ Zen       | 1.2.0.6b    | Support pour Ryzen 5800X3D                                                                                   | Mars 2022      |
| Combo-AM4v2    | Zen 3 Zen 2 Zen+ Zen       | 1.2.0.5     | Corrections d'erreurs                                                                                        | Décembre 2021  |
| Combo-AM4v2    | Zen 3 Zen 2 Zen+ Zen       | 1.2.0.3c    | Support pour Ryzen 5000 « Vermeer » et pour Ryzen 4000G « Renoir » avec chipset de la série 300              | Octobre 2021   |
| Combo-AM4v2    | Zen 3 Zen 2 Zen+ Zen       | 1.2.0.2     | Corrections d'erreurs                                                                                        | Mars 2021      |
| Combo-AM4v2    | Zen 3 Zen 2 Zen+ Zen       | 1.2.0.1     | Corrections d'erreurs                                                                                        | Février 2021   |
| Combo-AM4v2    | Zen 3 Zen 2 Zen+ Zen       | 1.2.0.0     | Support pour Ryzen 5000 « Cézanne », « Vermeer » et pour Ryzen 4000G « Renoir » avec chipset de la série 400 | Janvier 2021   |
| Combo-AM4v2    | Zen 3 Zen 2 Zen+ Zen       | 1.1.9.0     | Optimiseur de courbe pour l'ajustement dynamique de la tension et l'overclocking                             | Janvier 2021   |
| Combo-AM4v2    | Zen 3 Zen 2 Zen+ Zen       | 1.1.0.0d    | Support pour le chipset de la série 400                                                                      | Décembre 2020  |
| Combo-AM4v2    | Zen 3 Zen 2 Zen+ Zen       | 1.1.0.0c    | Corrections d'erreurs                                                                                        | Novembre 2020  |
| Combo-AM4v2    | Zen 3 Zen 2 Zen+ Zen       | 1.1.0.0     | Corrections d'erreurs                                                                                        | Septembre 2020 |
| Combo-AM4v2    | Zen 3 Zen 2 Zen+ Zen       | 1.0.8.1     | Corrections d'erreurs                                                                                        | Septembre 2020 |
| Combo-AM4v2    | Zen 3 Zen 2 Zen+ Zen       | 1.0.8.0     | Support pour Ryzen 5000 « Vermeer » avec chipset de la série 500                                             | Août 2020      |
| Combo-AM4v2    | Zen 3 Zen 2 Zen+ Zen       | 1.0.0.2     | Support pour le chipset B550 Support pour Ryzen 3000 « Matisse XT » et pour Ryzen 4000G « Renoir »           | Juin 2020      |
| Combo-AM4      | Zen 2 Zen+ Zen (Excavator) | 1.0.0.6     | Corrections d'erreurs                                                                                        | Juin 2020      |
| Combo-AM4      | Zen 2 Zen+ Zen (Excavator) | 1.0.0.5     | Corrections d'erreurs                                                                                        | Avril 2020     |
| Combo-AM4      | Zen 2 Zen+ Zen (Excavator) | 1.0.0.4b    | Support pour Ryzen 9 3950X Support pour Zen et Zen+                                                          | Novembre 2019  |
| Combo-AM4      | Zen 2 Zen+ Zen (Excavator) | 1.0.0.3abba | Corrections d'erreurs                                                                                        | Septembre 2019 |
| Combo-AM4      | Zen 2 Zen+ Zen (Excavator) | 1.0.0.3abb  | Corrections d'erreurs                                                                                        | Août 2019      |
| Combo-AM4      | Zen 2 Zen+ Zen (Excavator) | 1.0.0.3aba  | Corrections d'erreurs                                                                                        |                |
| Combo-AM4      | Zen 2 Zen+ Zen (Excavator) | 1.0.0.3ab   | Corrections d'erreurs                                                                                        |                |
| Combo-AM4      | Zen 2 Zen+ Zen (Excavator) | 1.0.0.3a    | Corrections d'erreurs                                                                                        |                |
| Combo-AM4      | Zen 2 Zen+ Zen (Excavator) | 1.0.0.3     | Corrections d'erreurs                                                                                        |                |
| Combo-AM4      | Zen 2 Zen+ Zen (Excavator) | 1.0.0.2     | Corrections d'erreurs                                                                                        |                |
| Combo-AM4      | Zen 2 Zen+ Zen (Excavator) | 1.0.0.1     | Support complet pour le Ryzen 3000 « Matisse »                                                               |                |
| Combo-AM4      | Zen 2 Zen+ Zen (Excavator) | 0.0.7.2     | Support pour le Ryzen 3 « Picasso » et provisoirement pour le Ryzen 3000 « Matisse »                         | Mars 2019      |
| PinnaclePI-AM4 | Zen+ Zen Excavator         | 1.0.0.6     | | Décembre 2018  |
| PinnaclePI-AM4 | Zen+ Zen Excavator         | 1.0.0.4     | | Août 2018      |
| PinnaclePI-AM4 | Zen+ Zen Excavator         | 1.0.0.2a    | | Juin 2018      |
| PinnaclePI-AM4 | Zen+ Zen Excavator         | 1.0.0.2     | | Juin 2018      |
| PinnaclePI-AM4 | Zen+ Zen Excavator         | 1.0.0.1a    | | Mars 2018      |
| SummitPI-AM4   | Zen, Excavator             | 1.0.0.6b    | | Septembre 2017 |
| SummitPI-AM4   | Zen, Excavator             | 1.0.0.6a    | | Juillet 2017   |
| SummitPI-AM4   | Zen, Excavator             | 1.0.0.6     | | Juillet 2017   |
| SummitPI-AM4   | Zen, Excavator             | 1.0.0.4a    | | Avril 2017     |

### Liens connexes
- HyperTransport
- BIOS (informatique)
- Ryzen
- Advanced Micro Devices
- coreboot